# Sierra Leone op de Olympische Zomerspelen 1968
Sierra Leone debuteerde op de Olympische Zomerspelen tijdens de Olympische Zomerspelen 1968 in Mexico-Stad, Mexico.
Er kwamen bij de eerste deelname drie mannen in actie op vier onderdelen in twee olympische sporten; atletiek en boksen. Voor de atleet Alifu Massaquoi was het zijn tweede deelname aan de Zomerspelen; in 1960 kwam hij in Rome voor Liberia uit op de marathon waar hij met 3:43.18 de 62e (en laatste) tijd liep.

## Deelnemers en resultaten
(m) = mannen, (v) = vrouwen 

### Atletiek
| Olympiër        | Discipline       | Resultaat | Prestatie                             |
| --------------- | ---------------- | --------- | ------------------------------------- |
| Alifu Massaquoi | 10000m (m)       | DNF       | niet gefinisht                        |
| Alifu Massaquoi | marathon (m)     | 45e       | 2:52.28                               |
| Marconi Turay   | hoogspringen (m) | 39e       | kwalificatie groep B: 21ste met 1,90m |

### Boksen
| Olympiër   | Discipline | Resultaat | Prestatie                        |
| ---------- | ---------- | --------- | -------------------------------- |
| John Coker | +81kg (m)  | 9e        | 1ste ronde: V van ROU Alexe: 0-5 |

Afghanistan · Algerije · Amerikaanse Maagdeneilanden · Argentinië · Australië · Bahama's · Barbados · België · Bermuda · Birma · Bolivia · Bondsrepubliek Duitsland · Brazilië · Brits-Honduras · Bulgarije · Canada · Centraal-Afrikaanse Republiek · Ceylon · Chili · Colombia · Congo-Kinshasa · Costa Rica · Cuba · Denemarken · Dominicaanse Republiek · Duitse Democratische Republiek · Ecuador · El Salvador · Ethiopië · Fiji · Filipijnen · Finland · Frankrijk · Ghana · Griekenland · Groot-Brittannië · Guatemala · Guinee · Guyana · Honduras · Hongarije · Hongkong · Ierland · IJsland · India · Indonesië · Irak · Iran · Israël · Italië · Ivoorkust · Jamaica · Japan · Joegoslavië · Kameroen · Kenia · Koeweit · Libanon · Libië · Liechtenstein · Luxemburg · Madagaskar · Maleisië · Mali · Malta · Marokko · Mexico · Monaco · Mongolië · Nederland · Nederlandse Antillen · Nicaragua · Nieuw-Zeeland · Niger · Nigeria · Noorwegen · Oeganda · Oostenrijk · Pakistan · Panama · Paraguay · Peru · Polen · Portugal · Puerto Rico · Roemenië · San Marino · Senegal · Sierra Leone · Singapore · Soedan · Sovjet-Unie · Spanje · Suriname · Syrië · Taiwan · Tanzania · Thailand · Trinidad en Tobago · Tunesië · Turkije · Tsjaad · Tsjecho-Slowakije · Uruguay · Venezuela · Verenigde Arabische Republiek · Verenigde Staten · Vietnam · Zambia · Zuid-Korea · Zweden · Zwitserland